# Johannes Linschoten
Johannes Linschoten (Utrecht, 21 september 1925 – aldaar, 17 maart 1964) was een Nederlands psycholoog.
Linschoten studeerde van 1946-1949 psychologie aan de Rijksuniversiteit te Utrecht, waar hij op 16 september 1957 tot hoogleraar werd benoemd. Zijn leeropdracht was Algemene en Theoretische Psychologie. Kort daarvoor, in 1956, was zijn proefschrift verschenen dat gewijd was aan binoculair zien van diepte. Promotor was professor F.J.J. Buytendijk

## Fenomenologie en objectieve wetenschap
Linschoten maakte aanvankelijk, evenals de psycholoog Ben J. Kouwer, deel uit van de zogeheten Utrechtse School, een informele benaming van een richting in de psychologie en psychiatrie in Utrecht die sterk door de fenomenologie was beïnvloed. Belangrijke vertegenwoordigers hiervan waren de professoren Buytendijk en Rümke. De fenomenologisch psychologen waren sterk gekant tegen de positivistische psychologie, die huns inziens het unieke aspect van de menselijke persoonlijkheid buiten beschouwing liet. Linschoten, die Buitendijk na diens emeritaat in 1957 opvolgde, nam echter evenals Kouwer snel afstand van de fenomenologische aanpak in de psychologie. Ook uit het objectiverende karakter van zijn proefschrift was al gebleken dat hij zich steeds meer profileerde als een typische aanhanger van de functieleer of experimentele psychologie.

## Idolen
In latere jaren ontwikkelde hij zich tot een vurig pleitbezorger van de waardevrije empirisch-analytische psychologie, gericht op kwantitatieve analyse. Vooral in zijn postuum verschenen, beroemde boek Idolen van de psycholoog (1964) maakte Linschoten zich sterk voor de objectieve psychologie. Het boek was geënt op een serie colleges die Linschoten tussen 1959 en 1964 in Utrecht had gehouden. Doel van het boek was demonstratie van idolen, dat wil zeggen de vooroordelen en stilzwijgend gepasseerde vooronderstellingen, en van hun invloed op het wetenschappelijk denken. Met name opvattingen of intuïties over het menselijk gedrag die ontleend waren aan de sensus communis, of gezond verstand, moesten volgens Linschoten door de wetenschappelijke psychologie aan kritisch onderzoek worden onderworpen. Een citaat uit dit boek: Als de psycholoog wetenschap wil beoefenen, dient hij zich daar naar te gedragen. De regels van het spel in acht nemen. Meten en registreren. Alledaagse opvattingen met het grootste wantrouwen bekijken. De mensbeelden die ons in wijsgerige en religieuze tradities worden aangereikt, worden tot idolen wanneer de wetenschappelijke onderzoeker ze onkritisch aanvaardt en zijn theorieën op bouwt.